# Phloeotribus scarabaeoides
Phloeotribus scarabaeoides is een keversoort uit de familie snuitkevers (Curculionidae). De wetenschappelijke naam van de soort werd in 1788 gepubliceerd door Henry Meyners Bernard.